# Orgilus niger
Orgilus niger är en stekelart som beskrevs av Penteado-dias 1999. Orgilus niger ingår i släktet Orgilus och familjen bracksteklar. Inga underarter finns listade i Catalogue of Life.

## Bildgalleri

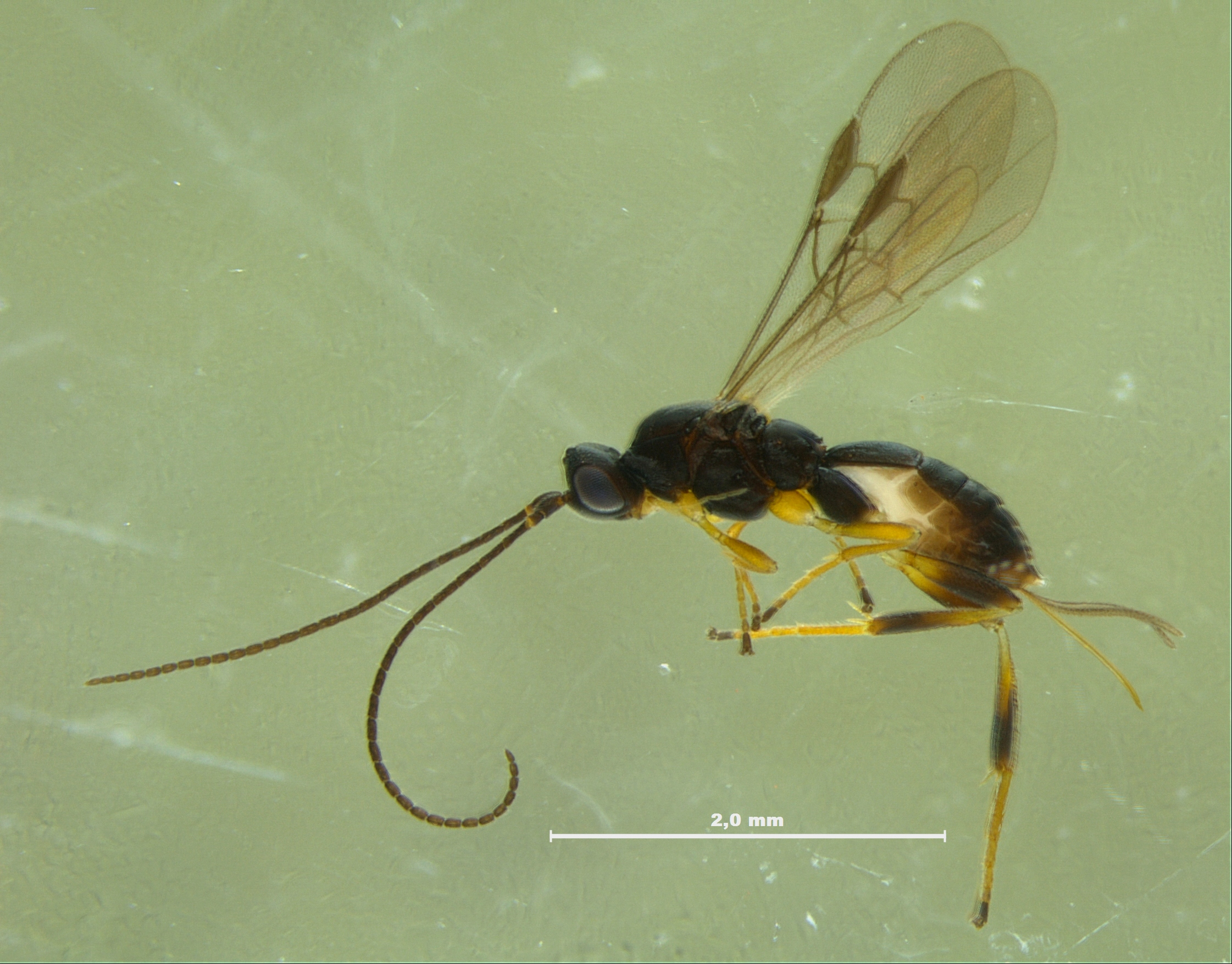